# Liang Xinping
Liang Xinping (em chinês:  梁馨枰; Huai'an, 31 de julho de 1994) é uma nadadora sincronizada chinesa, medalhista olímpica. 

## Carreira
Liang representou seu país nos Jogos Olímpicos de 2016, ganhando a medalha de prata por equipes.